# Ueli Maurer

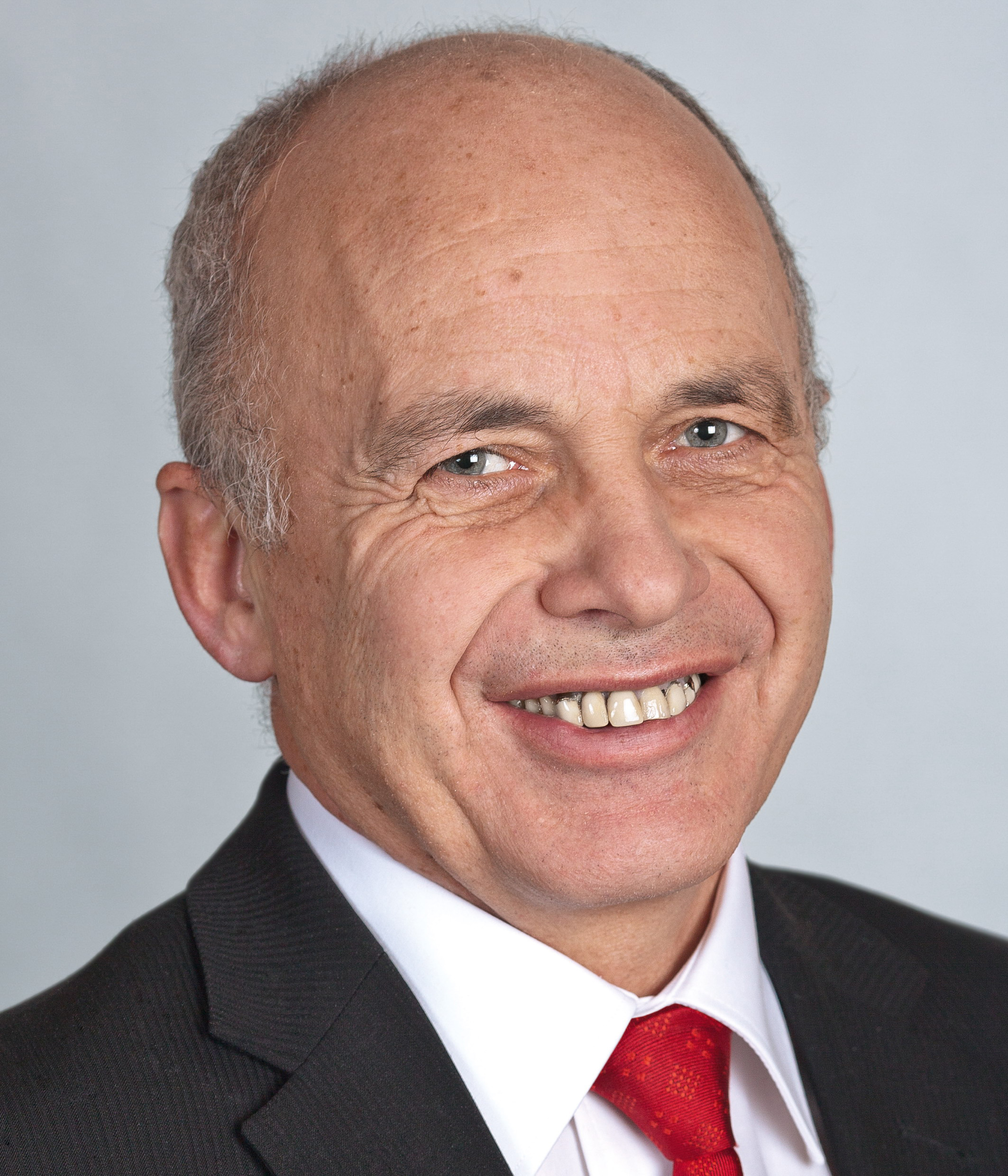
Ueli Maurer

Ueli Maurer (uttal: [ˈu.ə.li]), egentligen Ulrich Maurer, född 1 december 1950 i Wetzikon i kantonen Zürich, är en schweizisk politiker. Mellan 1996 och  2008 var han ordförande i Schweiziska folkpartiet. Han var Schweiz försvars- och idrottsminister 2009–2015 och är sedan 2016 finansminister. Åren 2013 och 2019 var Maurer Schweiz förbundspresident.